# کودزر (اراک)
کودزَر روستایی در دهستان امان‌آباد بخش مرکزی شهرستان اراک استان مرکزی ایران است. اهالی روستا همگی مسلمان و شیعه مذهب هستند و به زبان فارسی گفتگو می‌کنند.

## جمعیت
بر پایه سرشماری عمومی نفوس و مسکن در سال ۱۳۹۵ جمعیت این مکان ۳۳۹ نفر (۱۵۱خانوار) بوده‌است.

## جغرافیا
کودزر در جنوب شرقی اراک و در قسمت راست جاده اراک- خمین واقع است که با شهر اراک حدود ۳۶ کیلومتر و با شهر خمین نیز در همین حدود فاصله دارد، موقعیت این روستا در میان روستاهای اطراف بدین شکل است که روستای نور عین در شمال، دینه کبود در مغرب، گل تپه در جنوب غربی، اندر پا در جنوب، ورچه در جنوب شرقی، حسن‌آباد در مشرق و بالاخره روستای گیلی در شمال شرقی کودزر قرار دارند و همچنین کوه زبیله با ۲۴۴۳ متر ارتفاع در شمال و کوه مشرف ۲۷۰۵ متر ارتفاع در شمال غربی، کوه زر با ۲۷۲۶ متر ارتفاع در مغرب و کوه خانه نیاز با ۲۶۷۰ متر ارتفاع در جنوب قرار دارند.
آب و هوای کوهستانی با تابستان‌های خنک موجب شده تا محیط وستا فضای مناسبی برای کار و فعالیت و جوشش عواطف احساسی باشد و مردم در این آب و هوا اکثراً به کشاورزی، باغداری، دامداری وقالیبافی اشتغال دارند ولی عده قلیلی نیز به آهنگری و ظریفکاری در کارگاه‌های کوچک صنعتی مشغول هستند. در کودزر کشت آبی و دیمی هر دو معمول است و عمده محصولات این روستا گندم، جو، سیب زمینی، چغندر،بنشن و محصول باغات نظیر انگور می‌باشد. در این روستا پوشش مناسب گاهی برای چرای دام وجود دارد و گیاهانی نیز روئیده می‌شوند که عصاره این گیاهان نظیر گل ختمی، گل بابونه، مورد، خاکشیر، گل کبود، کاسنی، شاه تره و گون بیشتر مصارف داروئی و صنعتی دارد و در عین حال در زندگی طبیعی جانوری، وحوش نظیر  گرگ،کفتار، شغال، روباه، خرگوش و پرندگانی مانند کبک نیز مشاهده می‌شود.
روستای کودزر از امکانات برق، آب لوله‌کشی ، تلفن و گازبهره می‌برد.

## نام
در وجه تسمیه کودزر اظهار نظر بسیاری وجود دارد که در اینجا مهمترین این موارد ذکر می‌گردد:: کودزر یعنی روستا که خرمن گندم‌های آن پس از درو و انباشته شدن بر روی هم مانند کوهی از زر است. روستایی که دارای زمین مرغوب باشد، مانند اینکه بجای کود معمولی کودزر به این زمین خورانده شده و در نتیجه محصول بسیار بدست می‌آید.
در کوه‌های این روستا معادن مختلف نظیر معدن طلا وجود دارد.
روستای کودزر در کنار کوهی با سنگ‌های زرد رنگ قرار دارد (در اصطلاح محلی به این کوه کمر زرد می‌گویند و کمر از نظر لغوی مترادف کوه‌است که در کلمه کوه و کمر مشاهده می‌شود) و به این دلیل به این روستا کمر زرد گفته‌اند که بعداً به کوه زرد و سپس به کوه زر و نهایتاً به کودزر تبدیل گشته‌است. ضمنا در لهجه محلی نام این روستا کیزَل تلفظ می‌شود.
در این روستا امامزاده عبدالله و فرزندش علی بن عبدالله و خواهر وی حلیمه خاتون که گفته شده از فرزندان موسی بن جعفر اند وجود دارد.
بنای بقعه و بارگاه این امامزاده با گنبدی هشت ضلعی که تماماً از آجر ساخته شده و همچنین کتیبه‌های گچبری شده که با خطوط زیبای کوفی، ثلث ریحانی و نسخ کتابت شده قرینه و دلالت بر وجود کودزر در دوره ایلخانان مغول داشته و در عین حال کشف سنگ قبری با قدمت هفتصد ساله و درختان چنار کهنسال نیز قرائن و امارات دیگری بر قدمت و تاریخ کهن این روستا می‌باشد.